# Aija Brumermane
Aija Brumermane, po mężu Klakocka (ur. 17 października 1986 w Rydze) – łotewska koszykarka, występująca na pozycji środkowej, olimpijka.

## Osiągnięcia
Na podstawie, o ile nie zaznaczono inaczej.

### Drużynowe
- Mistrzyni:
  - Europejskiej Ligi Koszykówki Kobiet (2019)
  - Douglas Bałtyckiej Ligi Koszykówki Kobiet (2020, 2022)[3][4]
  - łotewsko-estońsko-litewskiej (2019)
  - Łotwy (2006, 2008, 2010, 2019, 2021)
  - II ligi francuskiej (2018)
- Wicemistrzyni:
  - ligi łotewsko-estońskiej (2014, 2015)
  - Łotwy (2007, 2009, 2014, 2015)
  - Włoch (2012)
- brązowa medalistka mistrzostw Węgier (2013)
- Zdobywczyni Superpucharu Włoch (2011)
- Finalistka Pucharu Włoch (2012)
- Uczestniczka międzynarodowych rozgrywek Euroligi (2007–2012)

### Indywidualne
(* – nagrody przyznane przez portal eurobasket.com)
- Najlepsza środkowa ligi łotewsko-estońskiej (2014)*
- MVP kolejki II ligi francuskiej (19 – 2017/2018)*
- Zaliczona do*:
  - I składu:
    - ligi łotewsko-estońskiej (2014)
    - defensywnego ligi bałtyckiej (2009)

  - II składu II ligi francuskiej (2018)
  - składu honorable mention:
    - ligi:
      - bałtyckiej (2009)
      - węgierskiej (2013)
      - francuskiej LF2 (II liga – francuska 2017)

    - Europejskiej Ligi Koszykówki Kobiet (2019)

### Reprezentacja
Seniorska
- Uczestniczka:
  - igrzysk olimpijskich (2008 – 9. miejsce)[5][6]
  - mistrzostw:
    - świata (2018 – 13. miejsce)
    - Europy (2005 – 6. miejsce, 2007 – 4. miejsce, 2009 – 7. miejsce, 2013 – 13. miejsce, 2017 – 6. miejsce, 2019 – 10. miejsce)

  - kwalifikacji:
    - olimpijskich (2008 – 5. miejsce)
    - do Eurobasketu (2007, 2011, 2021, 2023)

  - turnieju FIBA Diamond Ball (2008 – 4. miejsce)

Młodzieżowe
- Brązowa medalistka mistrzostw Europy U–20 (2005)
- Uczestniczka:
  - mistrzostw:
    - świata (2003 – 8. miejsce)
    - Europy U–20 (2005, 2006 – 12. miejsce)

  - kwalifikacji do mistrzostw Europy U–18 (2004)